# Alexandria (Virginia)

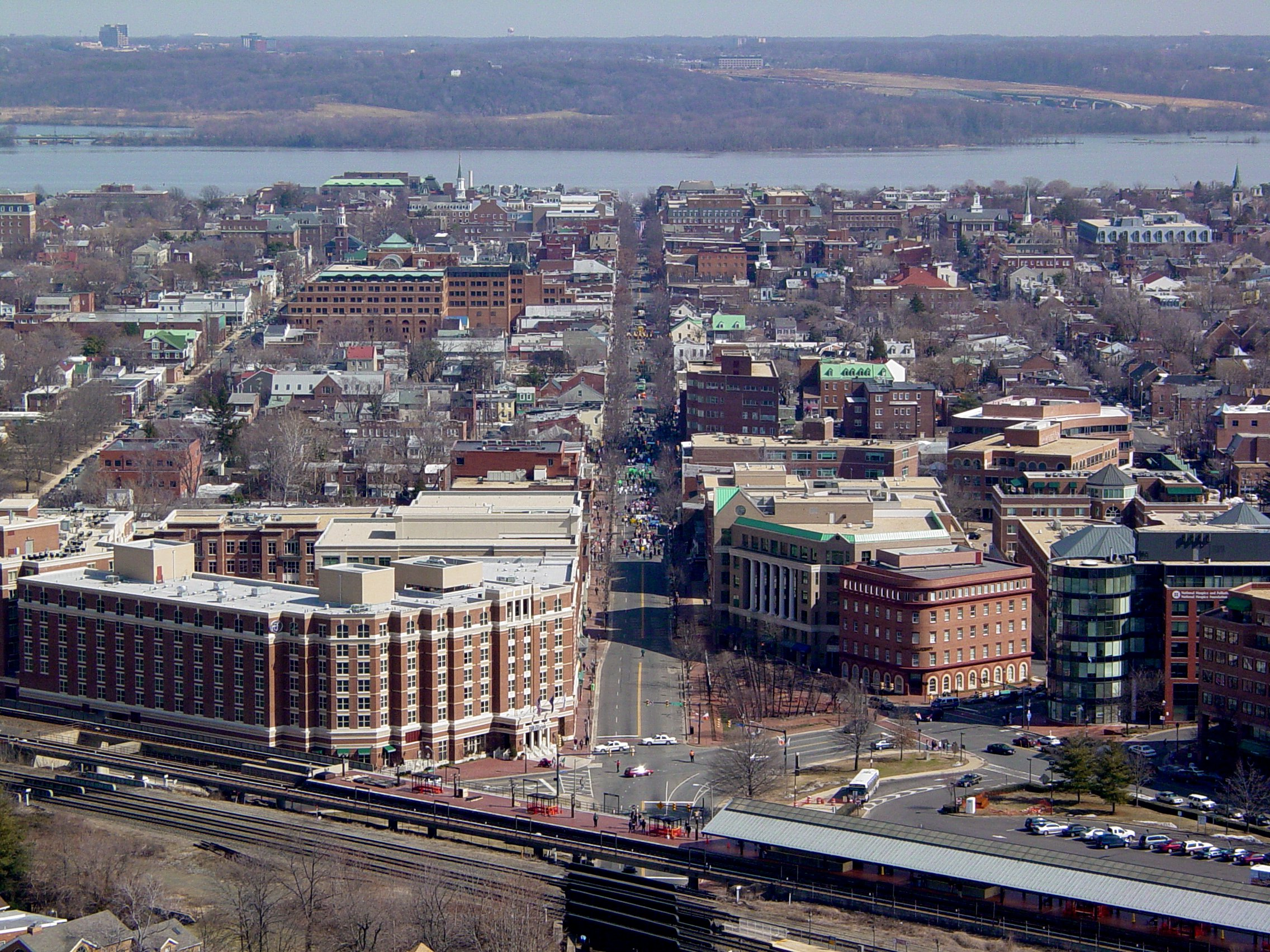
Old Town District von Alexandria von Beobachtungsplattform des George Washington Masonic National Memorial gesehen. Im Vordergrund der Bahnhof King Street, der Potomac River im Hintergrund.

Alexandria ist eine Stadt im US-Bundesstaat Virginia mit 159.467 Einwohnern (Stand: Volkszählung 2020). Sie liegt an der Westseite des Potomac River, knapp zehn Kilometer von Washington, D.C. entfernt. Alexandria ist, wie alle größeren Städte Virginias, countyunabhängig. Die Stadt stellt eine principal city der Metropolregion Washington dar.

## Geschichte
Die erste Siedlung an der Stelle der heutigen Stadt wurde im Jahr 1695 gegründet. Der erste überlieferte Name des Ortes war Belhaven. Von 1790 bis 1846 war Alexandria Teil des District of Columbia. Der Sklavenmarkt von Alexandria galt vor dem Bürgerkrieg als der größte der USA.
Im Amerikanischen Bürgerkrieg wurde Alexandria als strategisch wichtiger Vorposten zur Verteidigung Washingtons schon im Mai 1861 von Unionstruppen besetzt. Das Restored Government of Virginia (Restaurierte Regierung Virginias), das loyal zur Regierung Lincolns stand, hatte hier von 1863 bis 65 seinen Sitz, kontrollierte aber nur einen kleinen Teil des Territoriums von Virginia.
Von etwa 1942 bis 1946, ein Jahr nach dem Zweiten Weltkrieg, wurde beim Fort Hunt eine Einrichtung des Geheimdienstes des Department of War mit dem Codenamen (seiner Postfachadresse) P. O. Box 1142 genutzt. Danach wurde ein Großteil der Gebäude abgerissen, erst in den 1990ern wurde die Geheimhaltung darüber aufgehoben.

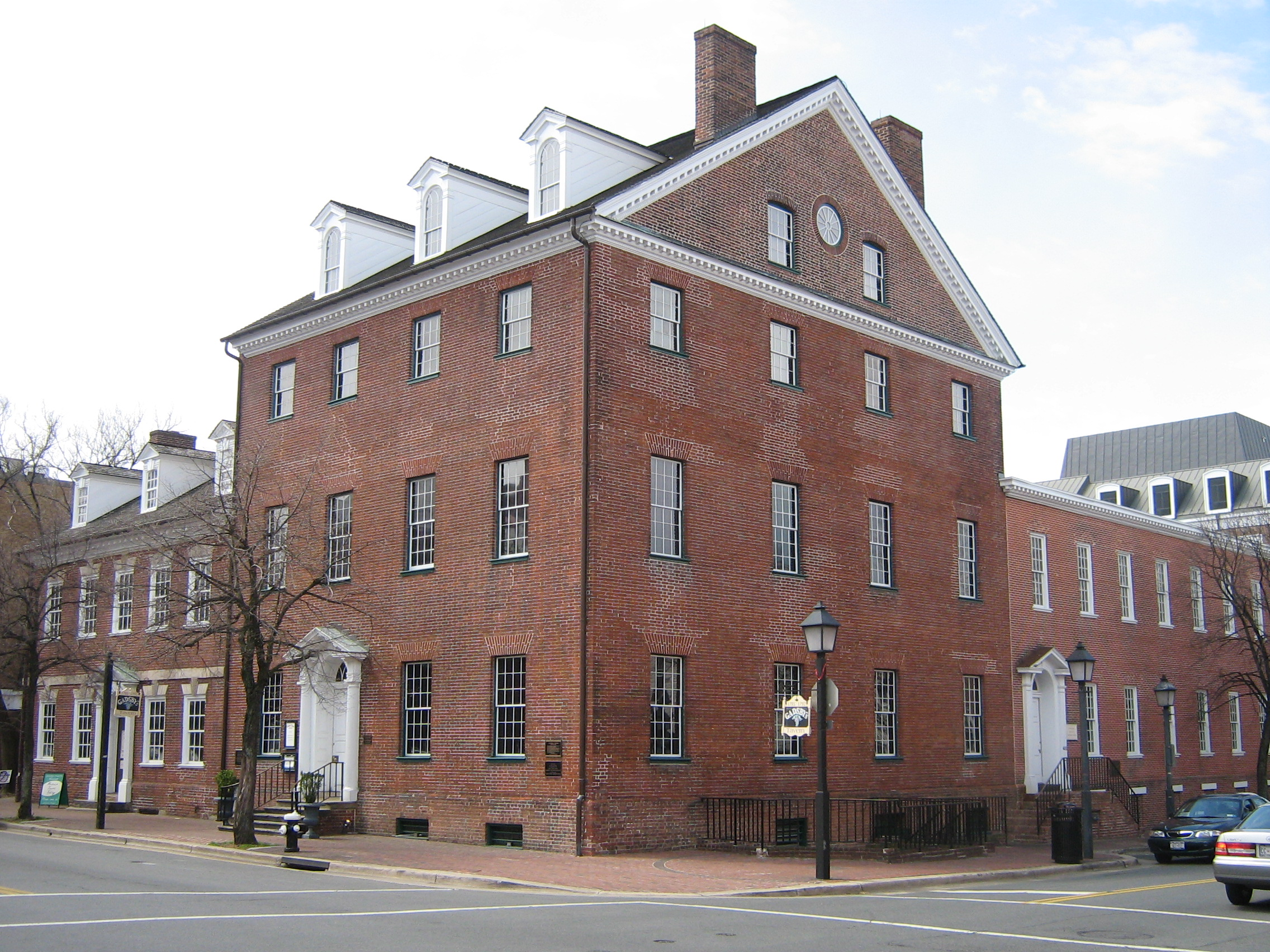
Gadsby’s Tavern (2009)

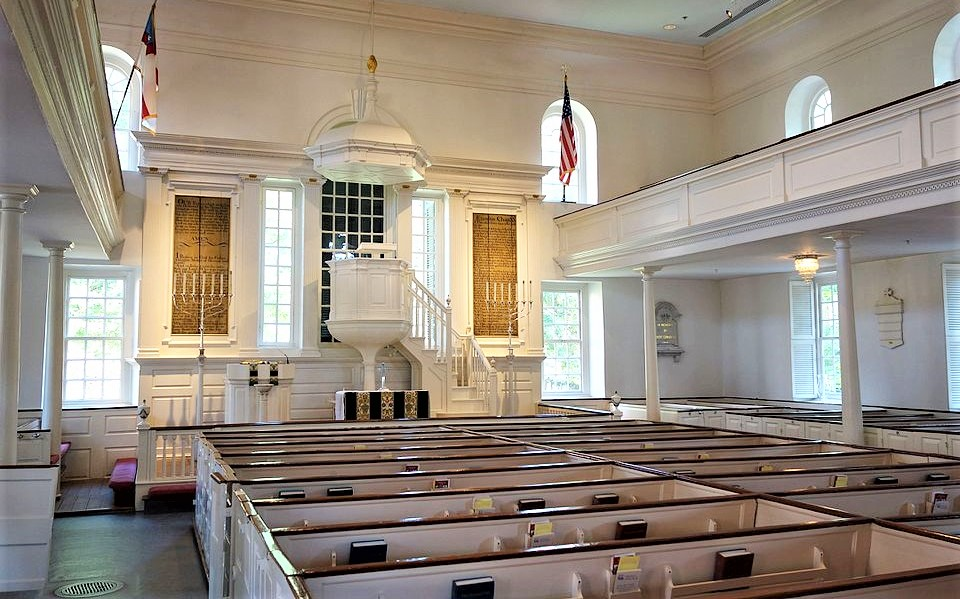
In der Christ Church (2013)

Sechs Bauwerke und Stätten in Alexandria haben den Status einer National Historic Landmark, darunter das George Washington Masonic National Memorial, Gadsby’s Tavern, die Christ Church und das Wohnhaus des ehemaligen Präsidenten Gerald R. Ford. 49 Bauwerke und Stätten der Stadt sind im National Register of Historic Places (NRHP) eingetragen (Stand 7. März 2020).

### Einwohnerentwicklung
| Jahr | Einwohner¹ |
| ---- | ---------- |
| 1980 | 103.217    |
| 1990 | 111.182    |
| 2000 | 128.283    |
| 2010 | 139.966    |
| 2020 | 159.467    |

¹ 1980–2020: Volkszählungsergebnisse

## Wirtschaft
| Arbeitgeber                                      | Arbeitnehmer |
| ------------------------------------------------ | ------------ |
| United States Patent and Trademark Office        | 12.579       |
| Verteidigungsministerium der Vereinigten Staaten | 11.050       |
| Alexandria City Public Schools                   | 2.551        |
| City of Alexandria                               | 2.300        |
| National Science Foundation                      | 2.100        |
| Inova Health System                              | 1.700        |
| Washington Metropolitan Area Transit Authority   | 1.500        |
| USDA Food and Nutrition Service                  | 800          |
| Institute for Defense Analyses                   | 650          |
| Woodbine Health Center                           | 425          |
| Society for Human Resource Management            | 400          |
| Oblon, McClelland, Maier & Neustadt, L.L.P.      | 385          |
| Kearney & Company                                | 380          |
| Systems Planning & Analysis Inc                  | 375          |

## Kultur

### Museen und touristische Anziehungspunkte
- Archeology Museum – lokales archäologisches Museum
- Carlyle House – Kaufmannshaus aus dem 18. Jahrhundert
- Fort Ward Museum & Hist. Site – restauriertes Bürgerkriegsfort
- The Lyceum – bekanntes lokalgeschichtliches Museum
- Old Presbyterian Meeting House – hier fand die Trauerfeier für Washington statt
- Torpedo Factory Art Center – innovatives multimediales Kunstmuseum
- Cameron Run Regional Park – Wasserpark mit Wellenpool und Wasserrutschen
- Lee-Fendell House – historisches Haus mit Puppen- und Puppenhausmuseum
- Black History Resource Center – zeigt den Beitrag der Afro-Amerikaner zur Stadtentwicklung
- Friendship Firehouse – 1855 erbaute Feuerwache mit Feuerwehrmuseum
- Gadsby’s Tavern Museum – Taverne aus der Zeit des Unabhängigkeitskriegs
- George Washington Masonic National Memorial – Freimaurerloge von George Washington

## Verkehr
Das städtische DASH-Bussystem kann seit September 2021 gratis benutzt werden.

## Gerichte
Alexandria ist einer der Sitze des United States District Court for the Eastern District of Virginia.

## Söhne und Töchter der Stadt

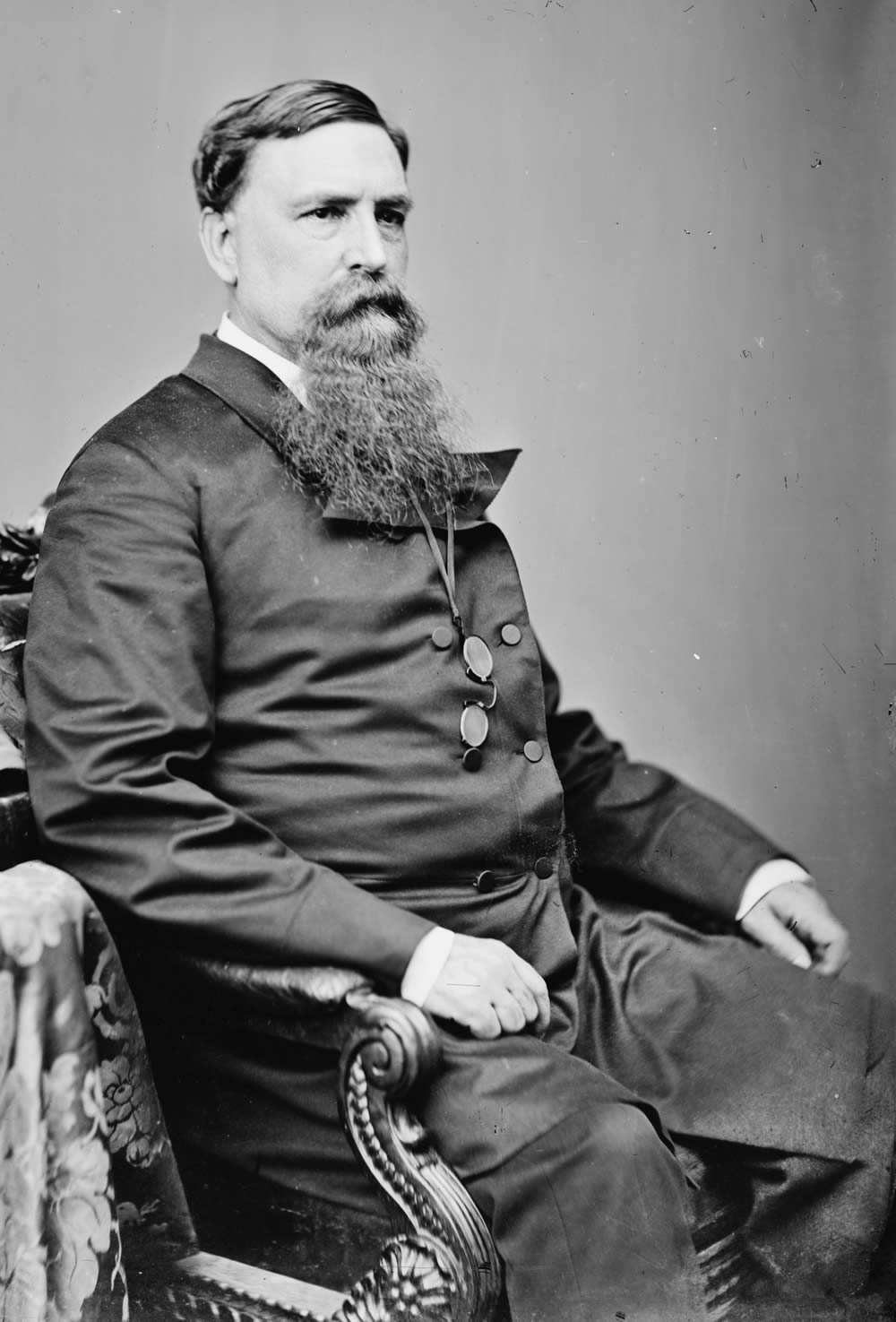
Thomas Swann
(1809–1883)

- James Westcott (1802–1880), Politiker, US-Senator für Florida
- James Pearce (1805–1862), Politiker, US-Senator für Maryland
- Thomas Swann (1809–1883), Politiker, Gouverneur des Bundesstaates Maryland
- Frederick Perry Stanton (1814–1894), Politiker, Territorial-Gouverneur von Kansas
- Montgomery Dent Corse (1816–1895), General der Konföderierten
- Edwin J. Houston (1847–1914), Elektroingenieur
- Timothy Brosnahan (1856–1915), Jesuit
- George Fawcett (1860–1939), Schauspieler
- Samuel Trask Dana (1883–1978), Forstwissenschaftler
- Belle da Costa Greene (1883–1950), erste Direktorin der Pierpont Morgan Library
- Emmett Reid Dunn (1894–1956), Herpetologe
- Claude Hopkins (1903–1984), Stride-Pianist, Arrangeur, Komponist und Bandleader des Swing
- Lucius D. Clay Jr. (1919–1994), General der United States Air Force
- Elvin Shepherd (1923–1995), Jazzmusiker
- Charles Schultze (1924–2016), Wirtschaftswissenschaftler und Hochschullehrer
- Mary Lou Forbes (1926–2009), Journalistin
- Earl Lloyd (1928–2015), Basketballspieler
- Willard Scott (1934–2021), Schauspieler, Autor und Berufsclown
- Angus King (* 1944), Politiker, Gouverneur von Maine
- Gary Beach (1947–2018), Schauspieler, Musicaldarsteller, Tony-Award-Preisträger
- Stewart Copeland (* 1952), Schlagzeuger
- Gregory F. Lawler (* 1955), Mathematiker
- Walter Lubsen (* 1955), Ruderer
- John Wells (* 1956), Film- und Fernsehproduzent, Drehbuchautor sowie Film- und Fernsehregisseur
- Donna Dixon (* 1957), Schauspielerin
- Mackenzie Phillips (* 1959), Schauspielerin
- Darryl A. Williams (* 1961), General
- Dermot Mulroney (* 1963), Schauspieler
- Eva Stefani (* 1964), Dokumentarfilm-Regisseurin, Hochschullehrerin
- Diedrich Bader (* 1966), Schauspieler
- Ann Brashares (* 1967), Jugendschriftstellerin
- Hans Dersch (* 1967), Schwimmer
- Mick Mulvaney (* 1967), Politiker
- Neko Case (* 1970), Sängerin
- Evan Ryan (* 1971), Bundesbeamtin und Politikerin der Demokratischen Partei
- Zuill Bailey (* 1972), Cellist
- Charles Owens (* 1972), Jazz-Saxophonist
- Mikie Sherrill (* 1972), Politikerin
- Seth Ford-Young (* 1973), Musiker
- Diane Neal (* 1976), Schauspielerin
- Jeremy Saulnier (* 1976), Regisseur, Kameramann und Drehbuchautor
- Beau Willimon (* 1977), Film- und Fernsehproduzent und Drehbuchautor
- Zachary Knighton (* 1978), Schauspieler
- Audrey Hollander (* 1979), Pornodarstellerin
- Casey Wilson (* 1980), Schauspielerin und Drehbuchautorin
- Kara Lawson (* 1981), Basketballspielerin
- Clarence Goodson (* 1982), Fußballspieler
- Joe Williams (* 1982), Stuntman und Schauspieler
- Alexandra Krieger (* 1984), Fußballspielerin
- James Sixsmith (* 1984), Eishockeyspieler
- Terrence Jennings (* 1986), Taekwondoin
- Mojo Rawley (* 1986), American-Football-Spieler und Wrestler
- Eddie Royal (* 1986), American-Football-Spieler
- Kiely Williams (* 1986), Sängerin, Schauspielerin, Songwriterin und Tänzerin
- Megan Young (* 1990), philippinisches Model, Schauspielerin und Miss World 2013
- Hafsatu Kamara (* 1991), sierra-leonische Sprinterin
- Sasha DiGiulian (* 1992), Kletterin
- Stefon Diggs (* 1993), American-Football-Spieler
- Mo Alie-Cox (* 1993), American-Football-Spieler
- Kali Uchis (* 1994), Sängerin und Songwriterin

## Partnerstädte
Alexandria listet vier Partnerstädte auf:
| Stadt       | Land                   | seit |
| ----------- | ---------------------- | ---- |
| Caen        | Frankreich             | 1991 |
| Dundee      | Vereinigtes Königreich | 1993 |
| Gjumri      | Armenien               | 1988 |
| Helsingborg | Schweden               |      |